# Hemija životne sredine
Hemija životne sredine je naučno polje koje se bavi izučavanjem hemijskih i biohemijskih fenomena koji se javljaju u prirodi. Za razliku od nje, zelena hemija se prvenstveno bavi redukovanjen potencijalnog zagađenja. Hemija životne sredine se može definisati kao studija izvora, reakcija, transporta, efekata, i sudbine hemijskih jedinjenja u vazdušnom, zemljišnom, i vodenom okruženju; kao i uticaja ljudske aktivnosti na njih. Ona je interdisciplinarna nauka koja obuhvata atmosfersku, akvatičnu i zemljišnu hemiju, koja je u velikoj meri zavisna od analitičke hemije i srodna sa drugim naukama o životnoj sredini.
Hemija životne sredine pruža uvid u funkcionisanje nekontaminirane životne sredine; koje se hemikalije i u kojim koncentracijama prirodno javljaju, i koji efekat one imaju. Time se omogućava precizno izučavanje ljudkog uticaja na sredinu putem oslobađanja hemikalija.
Hemija životne sredine koristi u izučavanju ekosistema mnoštvo postulata iz hemije i nauka o životnoj sredini. Značajni opšti hemijski koncepti su razumevanje hemijskih reakcija i jednačina, rastvora, jedinica, uzimanja uzoraka, i analitičkih tehnika.

## Hemija atmosfere
Hemija atmosfere se bavi promenama u atmosferi koje utiču na hemiju tla i hemiju vode, i generalno na klimatske promene. Hemija atmosfere polazi od osnovnog sastava čistog vazduha, koji je bitan za ekološku stabilnost.

### Vazduh
Vazduh je specifičan za atmosferu Zemlje. Njegov sastav je takav da omogućava život na zemlji.
| Gas             | Udeo %           |
| helijum         | 0,000524         |
| argon           | 0,934            |
| neon            | 0,0018           |
| kripton         | 0,000114         |
| ksenon          | 0,0000087        |
| azot            | 78,1             |
| kiseonik        | 20,9             |
| ugljen dioksid  | 0,035            |
| metan           | 0,00015          |
| vodonik         | 0,000053         |
| azot(I) oksid   | 0,000027         |
| ugljen monoksid | 0,000013         |
| voda            | promenljivi udeo |
| ozon            | promenljivi udeo |

Onečišćenje vazduha prouzrokuju: 
- Tačkasti nepokretni izvori onečišćenja vazduha u koje spadaju razni dimnjaci, fabrička postrojenja s nekontrolisanim ispuštanjem hemijskih materija u vazduh, vulkani, eksplozije. Mogu biti kontinuiranog načina ispuštanja i povremenog naprasnog izbacivanja hemijskih materija u vazduh.
- Tačkasti pokretni izvori su generalno sva prevozna sredstva koja koriste naftu i naftne derivate.

Materije koje onečišćuju atmosferu su:
| Materija koja onečišćuje | Izvor onečišćenje                                                             | Zadržavanje u vazduhu        | Uklanjanje                                                                |
| ugljen monoksid,         | nepotpuno izgaranje                                                           | 0,1...3 godine               | vezanje na tlo, mikrobiološka oksidacija u 2                              |
| ugljen dioksid, 2        | izgaranje, fermentacija, desorpcija iz tla i vode                             | 2...10 godina                | otapanje u vodi, fotosinteza u biljkama                                   |
| sumpor dioksid, 2        | izgaranje, geotermički izvori                                                 | 0...7 dana                   | vezanje na padavine, oksidacija u sulfatne čestice                        |
| sumporovodonik,          | geotermički izvori, raspad organskih materija                                 | 01...2 dana                  | oksidacija u                                                              |
| azot monoksid,           | izgaranje                                                                     | 4...5 dana                   | oksidacija u                                                              |
| azot dioksid,            | izgaranje                                                                     | 3...5 dana                   | vezanje na padavine, oksidacija u nitrate                                 |
| amonijak,                | biološki                                                                      | 0...2 dana                   | vezanje na padavine, oksidacija                                           |
| ozon,                    | sekundarni fotohemijski procesi, električno izbijanje                         | 0...3 dana                   | fotohemijski i katalizovani raspad u                                      |
| halogena jedinjenja      | geotermijski izvori, industrija, rashladni uređaji                            | do stotinjak godina (freoni) | redukcija u neorganske halogenide                                         |
| ugljovodonici            | naftna industrija, proizvodnja energije i transport, mikrobiološka razfradnja | <2 godine                    | oksidacija u 2, vezanje na tlo, mikrobiološka ili fotohemijska razgradnja |
| lebdeće čestice          | električno izbijanje, industrija, izgaranje                                   | nekoliko dana                | sedimentacija, rastvaranje                                                |
| radioaktivne materije    | akcidenti, nuklearni eksperimenti, nuklearna postrojenja                      | nekoliko dana                | sedimentacija, raspad                                                     |

Razne vrste onečišćenja dovode do prikupljanja vodene pare koja povlači sa sobom onečišćenja i u vidu atmosferskog taloga, padavina, pada na zemlju te dovodi do onečišćenja tla i voda.
Još jedno značajno onečišćenje koje značajno doprinosi i hemijskoj aktivnosti hemijskih materija koje su već u zraku je elektromagnetno zračenje. Elektromagnetno zračenje je postiglo značajno pojačanje u zadnjih četrdeset godina, a nagli uspon postiže masovnom upotrebom mobilnih telefona. Kod mobilnih telefona odašilje se energija čiji se samo mali deo koristi za komunikaciju. Veliki deo odaslane energije putem elektromagnetnih talasa ostane zarobljen u atomima i molekulima sastavnih zraka i molekula hemijskih materija koje onečišćuju atmosferu. Ta energija doprinosi povećanju temperature vazduha i samim tim dovodi do toga da hemijskim materijama treba manje energije za aktivaciju i početak hemijske reakcije. Značajnu količinu elektromagnetnog zračenja odašilje i Sunce.

## Hemija voda i vodnih sistema
Oko 3/4 zemljine površine zauzima voda. Voda je sastojak svih živih organizama. Otkako je stvorena atmosfera današnjeg sastava, na Zemlji postoji večito kruženje vode.
- Padanje oborina
- Prodiranje oborinske vode kroz tlo i stenje
- skupljanje u prirodne vodene rezervoare i formiranje prirodnih vodenih tokova (podzemnih i nadzemnih
- Isparavanje s površine zemlje, vodenih površina i iz živih bića (evaporacija, transpiracija)

Podela prirodnih voda:
- atmosferske vode
- podzemne vode
- površinske vode (rečne, jezerske, morske, močvarne)

Po količini i vrsti primesa razlikuju se slatke, slane, tvrde, meke, bezbojne, obojene, bistre i mutne vode, te vode sa stranim primesama. Primese u vodi mogu biti neorganske (mineralne) i organske materije. U neorganske primese spadaju sve materije koje su u vodi rastvorne. Vanjskim se izgledom vode s rastvorenim primesama teško razlikuju od čiste vode. Prisutnost rastvorenih materija se može utvrditi jedino hemijskom analizom. Rastvorene materije se ne mogu ukloniti papirnim, peščanim ili drugim filtrima.
U prirodnim vodama mogu biti rastvoreni mnogi plinovi:
- kiseonik
- azot
- ugljenik(IV) oksid
- vodonik sulfid

topljive soli mnogih metala
- natrijum
- kalijum
- kalcijum
- magnezijum
- aluminijum
- željezo
- mangan
- olovo
- bakar
- živa
- te amonijeve soli

i organske materije
- fenoli
- formaldehidi
- karbonske kiseline i druge organske materije.

Osim rastvorenih materija u vodi se nalaze i materije koje s vodom formiraju koloidne sisteme, kao što su hidroksidi željeza i aluminijum te organske materije poput huminskih kiselina.
Koloidne materije se ne mogu ukloniti papirnim ni peščanim filterima, ali se mogu zadržati polupropusnim membranama ili ultrafiltrima.
U vodi se mogu naći i čestice peska, gline, humusnih materija koje s padavanima dospevaju u vodene tokove. Pored svih nabrojanih materija u vodi žive razne vrste organizama. Mogu se naći razne vrste bakterija koje razlažu organske materija, gljivice, alge, infuzorije... Mogu se naći i patogene bakterije koje uzrokuju razne bolesti (tifus, kuga, žutica...).

## Hemija tla
Tlo je specifična tvorevina na površini zemljine kore. To je samostalnna prirodno-istorijska tvorevina. Služi za proizvodnju hrane i sirovina putem poljoprivrede i šumarstva. Od hemijskog sastava i osnovnih pokazatelja zavisi mogućnost uspevanja pojedinih biljnih vrsta. Razlikuju se mnoge vrste tla zavisno od građe i hemijskog sastava. Najvažnija su obradiva tla, mada se ne mogu zaobići, a zbog uzajamnih uticaja vode i atmosfere na tlo, i druga tla koja svojim sastavom mogu uticati posredno ili neposredno na obradiva tla. Onečišćenja tla su razne prirode i potiču od atmosferskih taloga, te voda koje plave ili podzemnih voda koja sadrže hemijske meterije koje onečišćuju, zatim od primene hemijskih materija pri obradi zemlje, (insekticidi, herbicidi, fungicidi…), te od stalnih, divljih i privremenih odlagališta otpada, ekoloških nesreća.
Glavni hemijski pokazatelji i ujedno pokazatelji koji utiču na biljni - time i na životinjski svet su:
- Sadržaj azota,
- ukupni ugljenik
- Odnos ugljenika i azota
- količina kalcijuma,
- količina magnezijuma,
- količina kalijuma,
- količina natrijuma, Na
- količina vodonikovih jona
- sadržaj čestica peska, gline i praha
- sadržaj kalcijum-karbonata, CaCO3

Svaki poremećaj količine određenih hemijskih materija od prirodnih vrednosti, a koji se može određenim hemijskim, fizičkim ili biološkim putem vratiti u prvobitno stanje naziva se onečišćenje, 
dok zagađenje predstavlja trajan oblik promene hemijskog sastava okoline.

## Literatura
- Stanley E Manahan. Environmental Chemistry. ISBN 1-56670-633-5.. CRC Press. 2004. .
- Julian E Andrews, Peter Brimblecombe, Tim Jickells, Peter Liss, Brian Reid. An Introduction to Environmental Chemistry. ISBN 0-632-05905-2.. Blackwell Publishing. 2004. .
- Rene P Schwarzenbach, Philip M Gschwend, Dieter M Imboden. Environmental Organic Chemistry, Second edition. ISBN 0-471-35750-2.. Wiley-Interscience, Hoboken, New Jersey, 2003. .
- NCERT XI textbook.[ unit 14]
- Forbes, P.B.C. (2015). „Chapter 1: Perspectives on the Monitoring of Air Pollutants”.  Ур.: Barcelo, D. Monitoring of Air Pollutants: Sampling, Sample Preparation and Analytical Techniques. Comprehensive Analytical Chemistry. 70. Elsevier. стр. 3—9. ISBN 9780444635532. Приступљено 31. 5. 2018.
- Rada, E.C.; Ragazzi, M.; Brini, M.;  . (2016). „Chapter 1: Perspectives of Low-Cost Sensors Adoption for Air Quality Monitoring”.  Ур.: Ragazzi, M. Air Quality: Monitoring, Measuring, and Modeling Environmental Hazards. CRC Press. ISBN 9781315341859. Приступљено 31. 5. 2018.
- Williams, R.; Kilaru, V.; Snyder, E.;  . (јун 2014). „Air Sensor Guidebook” (PDF). U.S. Environmental Protection Agency. стр. 65. Приступљено 31. 5. 2018.
- „GO3 Project”. GO3 Foundation. Архивирано из оригинала 29. 5. 2018. г. Приступљено 31. 5. 2018.
- „Louisiana Bucket Brigade”. Louisiana Bucket Brigade. Приступљено 31. 5. 2018.
- „List of Designated Reference and Equivalent Methods” (PDF). U.S. Environmental Protection Agency. 17. 12. 2016. Приступљено 31. 5. 2018.
- Environmental Protection Agency (Ireland) (2017). National Ambient Air Quality Monitoring Programme 2017–2022. Environmental Protection Agency (Ireland). стр. 30. ISBN 9781840957501. Архивирано из оригинала 14. 04. 2021. г. Приступљено 31. 5. 2018.
- „AS&T Journal”. American Association for Aerosol Research. Приступљено 31. 5. 2018.
- Righini, G.; Cappalletti, A.; Cionno, I.;  . (април 2013). „Methodologies for the evaluation of spatial representativeness of air quality monitoring stations in Italy”. ENEA. Архивирано из оригинала 30. 04. 2021. г. Приступљено 31. 5. 2018.
- „National Ambient Air Quality Standards”. U.S. Environmental Protection Agency. Архивирано из оригинала 10. 12. 2010. г. Приступљено 31. 5. 2018.
- „Receptor Modeling”. Air Quality Management Online Portal. U.S. Environmental Protection Agency. Архивирано из оригинала 3. 9. 2014. г. Приступљено 31. 5. 2018.
- Pienaar, J.J.; Beukes, J.P., ур. (2015). „Chapter 2: Passive Diffusion Sampling Devices for Monitoring Ambient Air Concentrations”. Monitoring of Air Pollutants: Sampling, Sample Preparation and Analytical Techniques. Comprehensive Analytical Chemistry. 70. Elsevier. стр. 13—52. ISBN 9780444635532. Приступљено 31. 5. 2018. Непознати параметар |= игнорисан (помоћ)
- Garty, J (2001). „Biomonitoring Atmospheric Heavy Metals with Lichens: Theory and Application”. Critical Reviews in Plant Sciences. 20 (4): 309. Bibcode:2001CRvPS..20..309G. doi:10.1080/20013591099254.
- Forbes, P.B.C.; van der Wat, L., ур. (2015). „Chapter 3: Biomonitors”. Monitoring of Air Pollutants: Sampling, Sample Preparation and Analytical Techniques. Comprehensive Analytical Chemistry. 70. Elsevier. стр. 53—107. ISBN 9780444635532. Приступљено 31. 5. 2018. Непознати параметар |= игнорисан (помоћ)
- Forbes, P.B.C.; Rohwer, E.R., ур. (2015). „Chapter 5: Denuders”. Monitoring of Air Pollutants: Sampling, Sample Preparation and Analytical Techniques. Comprehensive Analytical Chemistry. 70. Elsevier. стр. 155—181. ISBN 9780444635532. Приступљено 31. 5. 2018. Непознати параметар |= игнорисан (помоћ)
- „Elemental, Particulate, and Reactive Gaseous Mercury Monitoring”. NOAA Earth System Research Laboratory, Global Monitoring Division. Приступљено 31. 5. 2018.
- Grandy, J.; Asl-Hariri, S., ур. (2015). „Chapter 7: Novel and Emerging Air-Sampling Devices”. Monitoring of Air Pollutants: Sampling, Sample Preparation and Analytical Techniques. Comprehensive Analytical Chemistry. 70. Elsevier. стр. 208—237. ISBN 9780444635532. Приступљено 31. 5. 2018. Непознати параметар |= игнорисан (помоћ)

## Spoljašnje veze
- [https://web.archive.org/web/20060614095743/http://www.liv.ac.uk/Chemistry/Links/refenviron.html